# Podosie
Podosie [pronunciación en polaco: /pɔˈdɔɕe/] es un pueblo ubicado en el distrito administrativo de Gmina Krzywda, dentro del Condado de Łuków, Voivodato de Lublin, en Polonia oriental. Se encuentra aproximadamente a 12 kilómetros al oeste de Krzywda, a 27 kilómetros al suroeste de Łuków, y a 74 kilómetros al noroeste de la capital regional Lublin.
Podosie fue el lugar de nacimiento de Gabriel Podoski en 1719, príncipe-arzobispo de Polonia y Lituania.